# 鸲姬鹟
鸲姬鶲又名鴝姬鶲，为鶲科姬鶲属的鸟类。在中国大陆，分布于内蒙古、东部沿海等地。该物种的模式产地在日本。
其名稱「mugimaki」來自日語，意為「播麥者」。

## 描述
白眉黃鶲的體長約13到13.5公分。牠有顫動的鳴聲聲，且經常搖動翅膀和尾巴。成年雄鳥上半身呈黑色，眼後有短小的白色眉紋，翅膀上有白色斑紋，三級飛羽和外側尾羽基部有白邊。胸部和喉嚨為橙紅色，腹部和尾下覆羽則為白色。雌鳥上半身為灰褐色，胸部和喉嚨為淡橙褐色，沒有白色尾羽，翅膀上有一到兩條淡色翼帶而非白色斑紋，眉紋則非常淡，甚至完全沒有。幼年雄鳥與雌鳥相似，但胸部顏色較為鮮橙，尾羽有白色，且眉紋較為明顯。

## 分布與棲地
白眉黃鶲繁殖於東部西伯利亞和中國東北部。候鳥遷徙時會經過中國東部、韓國和日本，春秋季遷徙。冬季則遷徙至東南亞，分布範圍到達印尼西部和菲律賓。曾有一次1985年在阿拉斯加的申雅島記錄到迷鳥；另有一隻鳥在1991年出現在英國亨伯賽德郡，但因被認為可能來源為圈養而未列入A類野生鳥類，最終在2009年被列入D類，並於2016年第三次審查後轉為E類。
其主要棲地為森林和林地，尤其是高海拔地區。在遷徙期間，也可見於公園和花園。牠們通常單獨或成小群活動，在樹冠層捕食飛行中的昆蟲。

## 外部連結
- 鴝鶲(Ficedula mugimaki)鳴聲(1)（页面存档备份，存于）香港觀鳥會鳥鳴集
- 鴝鶲(Ficedula mugimaki)鳴聲(2)（页面存档备份，存于）香港觀鳥會鳥鳴集